# Indianenmoorden in Osage County
De indianenmoorden in Osage County, in het Engels ook bekend als de Osage Indian murders, verwijst naar een reeks moorden die in de jaren 1920 gepleegd werden in Osage County in de staat Oklahoma in de Verenigde Staten.

## Achtergrond
In de jaren 1890 werd er olie ontdekt op het grondgebied van de Osage-indianen. Henry Foster, een petroleumontwikkelaar, benaderde vervolgens de Bureau of Indian Affairs (BIA) met als doel de exclusieve exploratierechten voor olie en gas in het reservaat te bemachtigen. Hij kreeg de rechten in 1896 op voorwaarde dat hij aan de indianenstam een vergoeding betaalde van 10 procent van alle verkochte petroleum die uit het grondgebied gehaald werd. Foster vond grote hoeveelheden olie en de indianen ontvingen in ruil enorme geldbedragen.
Ter vorming van de staat Oklahoma, waar het grondgebied van de Osage-indianen deel van zou uitmaken, drong de overheid van de Verenigde Staten er bij de Osage-indianen op aan om een einde te maken aan hun tribale overheid en een verkaveling van het gebied te aanvaarden. Op 1 juli 1907 werd de Osage tribal roll samengesteld, een lijst van alle 2.229 leden van de indianenstam. Elke Osage op de lijst kreeg een headright, wat overeenkwam met een perceel van 657 acres in het gebied dat vanaf dan bekend zou staan als Osage County en een aandeel van 1/2.229 in de bonussen en royalty's die verdiend zouden worden door de exploratie van olie en gas in het volledige grondgebied. Wanneer de bezitter van zo'n lucratieve headright stierf, werd de headright aan zijn of haar erfgenaam of erfgenamen doorgegeven, ook al waren die geen Osage-indiaan en/of blank.
Doordat de oliemarkt in de jaren 1920 enorm groeide, werden de Osage-indianen zo rijk dat ze in die periode beschouwd werden als 'het rijkste volk ter wereld'. Daardoor trok Osage County naast duizenden olie-arbeiders ook verscheidene blanke opportunisten aan, waarvan sommigen ambitieuze ondernemers waren en anderen bedriegers en criminelen die zelfs bereid waren tot moord om een deel van de rijkdom te bemachtigen.
Op aandringen van de blanke bevolking die een deel van de rijkdom wilde en/of omdat men ervan overtuigd was dat Osage-indianen onvoldoende geschikt waren om hun rijkdom zelf te beheren, keurde het Congres van de Verenigde Staten in 1921 een wet goed die ervoor zorgde dat elke persoon die voor vijftig procent of meer van Osage-origine was een voogd kreeg toegewezen tot hij of zij bewezen had over 'competentie' te beschikken. Ook minderjarigen die voor minder dan vijftig procent van Osage-origine waren, kregen een voogd toegewezen, ook al hadden ze nog levende ouders. De voogden werden door de rechtbank gekozen uit lokale, blanke advocaten en zakenmannen. De criminele gevolgen waren overweldigend. Verschillende voogden bedachten plannen om het land en/of royalty's van de Osage-indianen te ontfutselen, terwijl sommige voogden zelfs van moord verdacht werden.
Door de wet die in 1921 werd goedgekeurd nam het aantal advocaten in het 8.000 inwoners tellende Pawhuska, waar het bestuur van Osage County gevestigd was, toe tot 80. Dat was evenveel als het aantal advocaten in Oklahoma City, de hoofdstad van de staat, dat destijds 140.000 inwoners telde.

## Moorden
Begin jaren 1920 werden de Westelijke Verenigde Staten opgeschrikt door de moorden op achttien Osage-indianen en drie niet-indianen uit Osage County. Regionale kranten uit Colorado doopten de moorden om tot de "Reign of Terror" (Nederlands: terreurbewind) op het Osage-reservaat. Bij sommige moorden ging het om verschillende leden van dezelfde familie.
In 1921 werd het lijk van de 25-jarige Anna Brown gevonden. Omdat de dader niet gevonden werd, werd de zaak door de lokale autoriteiten al snel vergeten. Nadien werden ook haar moeder Lizzie Q. Kyle en zus Rita vermoord. Op dat ogenblik beschikte Lizzie zowel over haar eigen headright als die van haar overleden echtgenoot en twee dochters, waardoor ze zeer rijk was. In februari 1923 werd Henry Roan, een neef van Brown, in zijn auto door het hoofd geschoten. Een maand later vernielde een nitroglycerinebom het huis van Rita en Bill Smith, de zus en schoonbroer van Brown. Rita kwam meteen om het leven, Bill overleed een week later aan zijn verwondingen.
Tussen 1921 en 1923 werden er nog dertien andere Osage-indianen, die van de rechtbank een voogd hadden toegewezen gekregen, vermoord. In 1925 waren er 60 rijke Osage-indianen vermoord. Hun land werd na hun dood eigendom van de door de rechtbank aangeduide voogden, hetgeen dus blanke advocaten en zakenmannen waren. De politie van de Bureau of Indian Affairs (BIA) kon de moordzaken niet oplossen en dus riepen de oudsten van de indianenstam Osage Nation in 1925 de hulp in van de Federal Bureau of Investigation (FBI).

## Onderzoek naar de moorden
Vier FBI-agenten gingen gedurende twee jaar undercover in het reservaat. Ze ontdekten een organisatie van kleine criminelen onder leiding van William "Billy" Hale, een rijke veehouder die in Osage County bekendstond als de "King of the Osage Hills" (Nederlands: koning van de Osageheuvels). Hij was samen met zijn neven Ernest en Byron Burkhart van Texas naar Osage County gemigreerd om er aan de slag te gaan in de olie-industrie. Eens in Osage County aangekomen, ontdekten ze de enorme rijkdom van de leden van Osage Nation.
Om deel uit te maken van de rijkdom overtuigde Hale zijn neef Ernest om te trouwen met Mollie Kyle, een Osage-indiaan en de zus van Anna Brown en Rita Smith. Hale zorgde er vervolgens voor dat de moeder, neef, zussen en schoonbroer van Mollie om het leven kwamen, waardoor Mollie en haar echtgenoot Ernest de headrights van elk familielid kregen. Na verloop van tijd werden ook getuigen en medeplichtigen vermoord om het complot niet aan het licht te laten komen. Toen de FBI-agenten met hun onderzoek begonnen, ontdekten ze dat Mollie ziek was als het gevolg van een vergiftiging en dat men dus op het punt stond om ook haar te vermoorden.
Hale, zijn twee neven en nog een medeplichtige genaamd Ramsey werden beschuldigd van de moord op Mollies familie. In 1926 bekende Ernest Burkhart zijn deelname aan het moordcomplot. Byron Burkhart werd een kroongetuige in de rechtszaak en hoefde geen straf uit te zitten. Hale, Ramsey en Ernest Burkhart kregen een levenslange gevangenisstraf, maar werden later voorwaardelijk vrijgelaten. Hale kwam in 1947 vrij.
De toenmalige FBI geloofde dat verscheidene vrouwen van de Osage-gemeenschap in de jaren 1920 vermoord werden door of op vraag van hun echtgenoot.

## Verfilming
De Amerikaanse journalist David Grann schreef het boek Killers of the Flower Moon: The Osage Murders and the Birth of the FBI over de Osage-moorden, dat uitkwam in 2017. De Amerikaanse regisseur Martin Scorsese verfilmde het boek. Eind 2023 kwam Killers of the Flower Moon wereldwijd uit in de bioscopen, met in de hoofdrollen onder meer Leonardo DiCaprio als Ernest Burkhart, Robert De Niro als William Hale en Lily Gladstone als Mollie Kyle.